# Latimeria
 Latimeria  ist die einzige rezente Gattung der Quastenflosser (Coelacanthiformes). Ihren Namen erhielt sie nach der Museumskuratorin Marjorie Courtenay-Latimer, die 1938 ein von Fischern gefangenes Exemplar (Komoren-Quastenflosser (L. chalumnae)) in der Gegend von East London entdeckte. Bis dahin galt diese Unterklasse der Fleischflosser (Sarcopterygii) als ausgestorben.
Die Gattung wurde lange Zeit als monotypisch beschrieben und bestand nur aus dem Komoren-Quastenflosser. In den 1990er Jahren wurde jedoch tausende Kilometer entfernt von der Heimat der Komoren-Quastenflosser, in der Celebessee an der Küste der indonesischen Insel Sulawesi, eine weitere Quastenflosser-Population entdeckt. Diese Art wird nach dem Entdeckungsort als Manado-Quastenflosser (Latimeria menadoensis) bezeichnet.
Latimerien haben ein kleines, einfaches und langgestrecktes Gehirn mit einer Länge von ca. 40 mm, einer maximalen Breite von 14 mm und einer Höhe von 10 mm. Damit nimmt es nur 1/100 des Volumens der Hirnhöhle im Schädel ein, der übrige Raum wird von einer fettartigen Substanz ausgefüllt. Morphologisch ähneln einige Hirnteile denen der Knorpelfische, andere denen der Lungenfische und der Actinopterygii. Ähnlichkeiten zu den Amphibiengehirnen zeigen sich nicht.

## Systematik
Die Gattung Latimeria wurde 1939 mit der Erstbeschreibung von Latimeria chalumnae durch den südafrikanischen Ichthyologen James Leonard Brierley Smith eingeführt, 1940 folgte die Beschreibung der Familie Latimeriidae durch den sowjetischen Zoologen Lew Semjonowitsch Berg.
Zur Gattung Latimeria gehören folgende zwei rezente Arten:
| Deutscher Name         | Wissenschaftlicher Name                                                                       | Verbreitung                   | Gefährdungsstufe Rote Liste der IUCN             | Anmerkungen         | Bild                                          |
| ---------------------- | --------------------------------------------------------------------------------------------- | ----------------------------- | ------------------------------------------------ | ------------------- | --------------------------------------------- |
| Komoren-Quastenflosser | Latimeria chalumnae Smith, 1939                                                               | südwestlicher Indischer Ozean | (Critically Endangered – vom Aussterben bedroht) | bis 2 Meter Länge   | Komoren-Quastenflosser (Latimeria chalumnae)  |
| Manado-Quastenflosser  | Latimeria menadoensis Pouyaud, Wirjoatmodjo, Rachmatika, Tjakrawidjaja, Hadiaty & Hadie, 1999 | bei Sulawesi (Indonesien)     | (Vulnerable – gefährdet)                         | bis 1,5 Meter Länge | Manado-Quastenflosser (Latimeria menadoensis) |

Im Januar 2020 wurde ein Fund von Quastenflossern 750 km östlich von Sulawesi an den Küsten von Westneuguinea bekannt gegeben. Die Tiere ähneln dem Manado-Quastenflosser, ein genetischer Unterschied von 1,8 % spricht jedoch dafür, dass die Fische vor den Küsten des nördlichen Sulawesi und die an der Küste von Neuguinea sich vor 13 Millionen Jahren voneinander getrennt haben und das die neuguineische Population möglicherweise eine kryptische, bisher unbeschriebene Art darstellt.

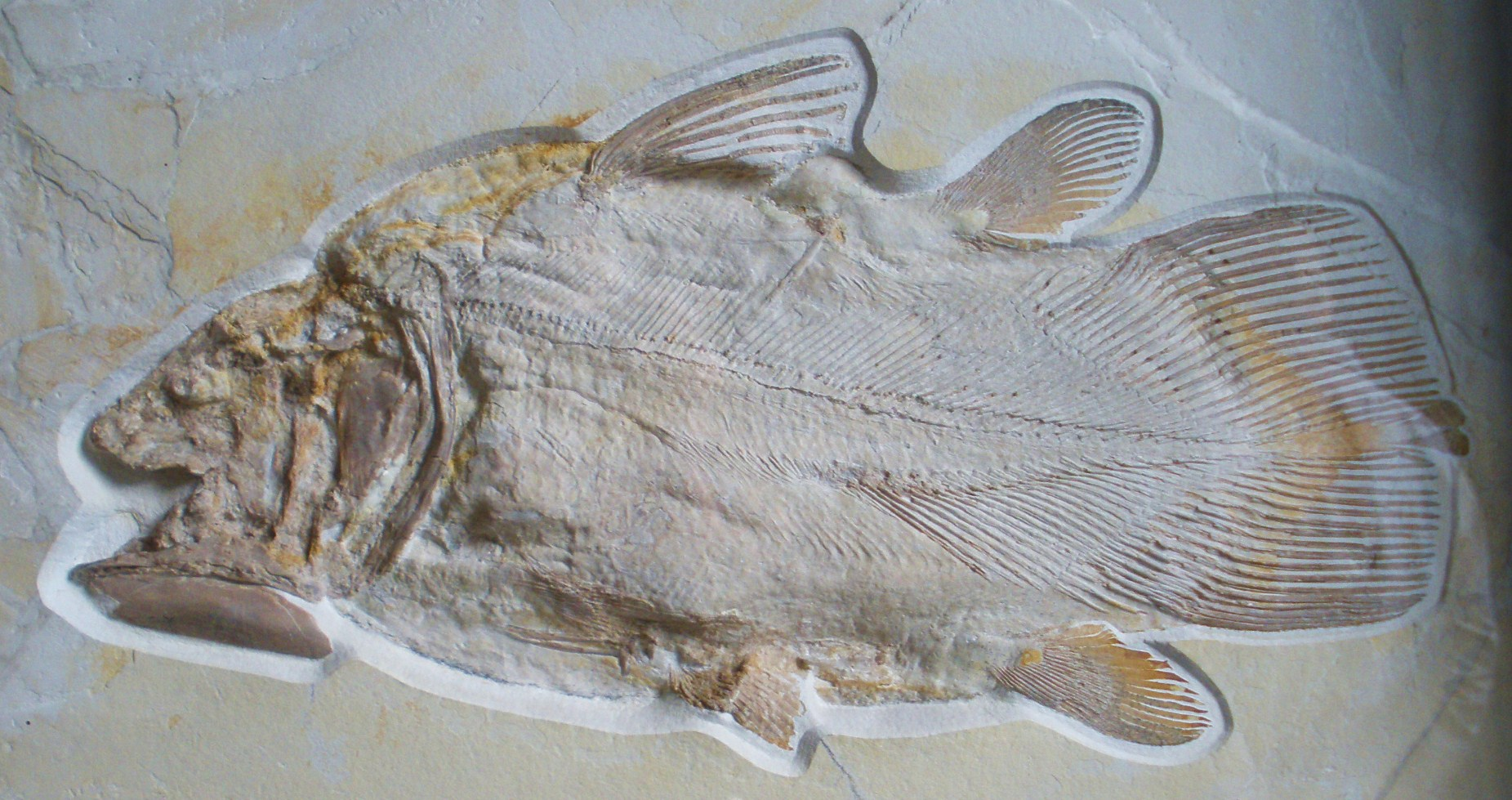
Fossil von Libys superbus

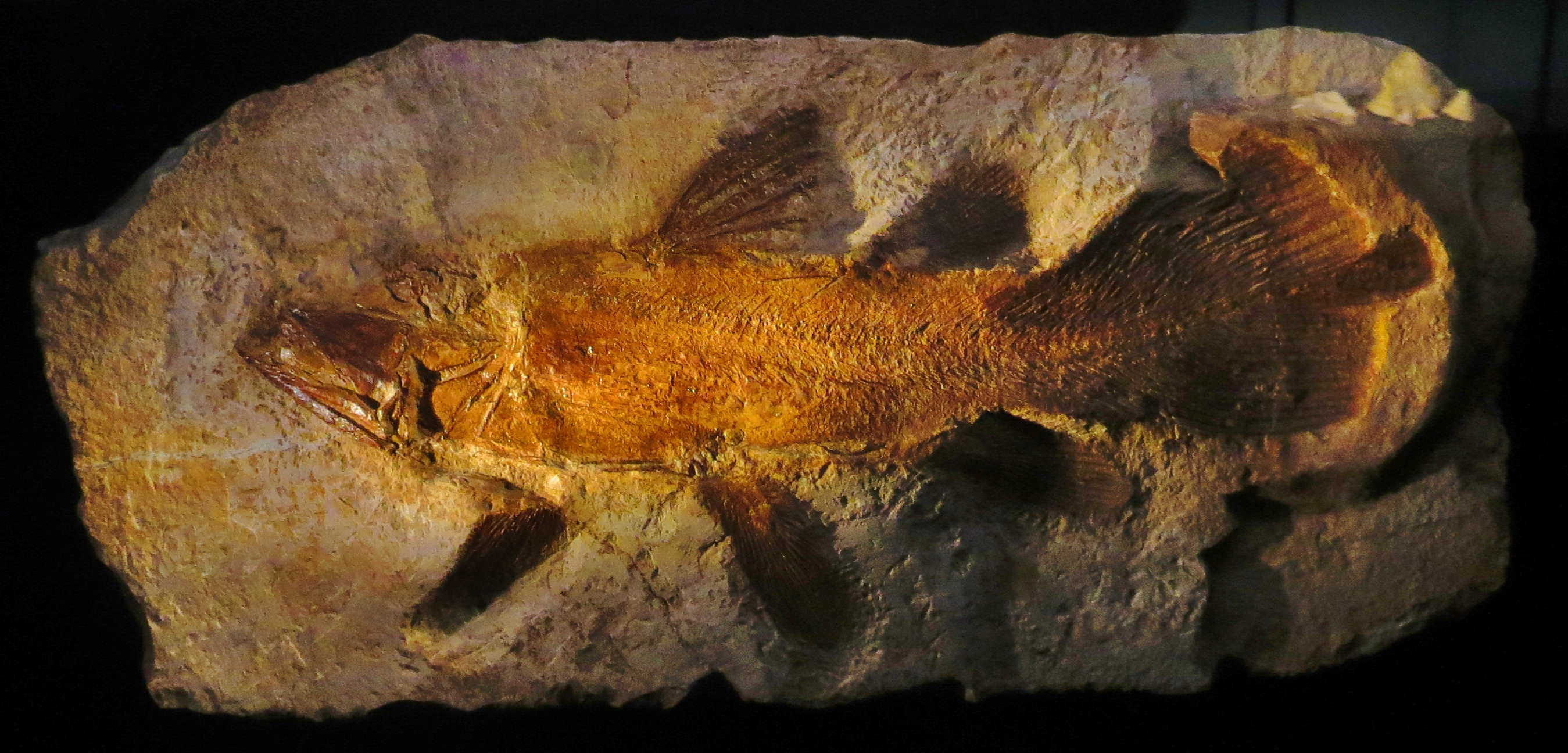
Fossil von Undina penicillata

Außer Latimeria gehören noch folgende, ausgestorbene Gattungen aus dem Jura und der Kreide zur Familie Latimeriidae:
- Dobrogeria
- Unterfamilie Latimeriinae
  - Holophagus
  - Libys
  - Macropoma
  - Megacoelacanthus
  - Swenzia
  - Undina
- Unterfamilie Ticinepomiinae
  - Foreyia
  - Rieppelia
  - Ticinepornis